# Ura Vajgurore
'Dimal è un comune albanese situato nella prefettura di Berat.
In seguito alla riforma amministrativa del 2015, a Dimal sono stati accorpati i comuni di Cukalat, Kutalli, Poshnjë, portando la popolazione complessiva del comune a 27 295 abitanti (dati del censimento 2011).